# Дом С. Х. Галаджева
Дом С. Х. Галаджева — ростовский памятник градостроительства и архитектуры. Здание расположено на улице Советской в историческом районе Нахичевани. Построено в 1890-х годах. С 1998 года зданию присвоен статус объекта культурного наследия России регионального значения.
В архитектурном плане дом выполнен в стиле эклектики с элементами классицизма. Фасад украшен крупными рустованными пилястрами, разделяющими оконные проемы, а также богато декорированными наличниками с лепными вставками. Первый этаж оформлен крупным рустом, создающим визуальный контраст с верхним этажом, который выглядит более изящно благодаря утонченным декоративным элементам. Оконные проемы второго этажа обрамлены лепными сандриками, некоторые из них дополнены полуколоннами с капителями и треугольными фронтонами, подчеркивающими парадность здания. Венчающий карниз украшен модульонами и геометрическим фризом, завершая композицию фасада.
В интерьерах здания особенно ценным является художественное убранство вестибюля и лестничной клетки. Вестибюль украшен падугами с гирляндами и обрамленными тягами, а массивные волюты с женскими головками поддерживают несущую балку, придавая пространству монументальный облик. В лестничной клетке сохранились оригинальные металлические ограждения с ажурным рисунком, а потолочное убранство включает лепные розетки, композиции из женских головок и растительного орнамента, что подчеркивает высокий статус дома.
Отдельного внимания заслуживает декоративное оформление потолка и стен в помещении №14 на втором этаже. Здесь можно увидеть лепные картуши, растительный орнамент и модульоны с волютами, что характерно для парадных интерьеров конца XIX – начала XX века. Эти элементы делают дом Галаджева значимым памятником исторической застройки Ростова-на-Дону, сохранившим редкие для жилых зданий художественные детали.